# Palmitina (miscela)
La  palmitina è una miscela di acidi (quindi non una singola sostanza chimica) ottenuta attraverso il processo di torchiatura dell'olio di palma in seguito alla saponificazione (spontanea o non) di quest'olio. Di colore giallognolo, è insolubile in acqua ed è fusibile intorno ai 55-60°. Trova uso nella preparazione di saponi e candele..